# Diana: The Rose Conspiracy
Diana, The Rose Conspiracy es un cortometraje de ficción dirigido por Martín Sastre en el año 2005. La obra comienza el día que el Mundo descubre que Lady Di no murió en París, sino que vive escondida en un barrio marginal en las afueras de Montevideo, Uruguay. Este video fue realizado en locaciones reales de un barrio periférico de Montevideo con una doble de la Princesa de Gales, una profesora de inglés de São Paulo, Brasil, llamada Denise Watson. Fue seleccionado entre las mejores obras de la Bienal de Venecia de 2005 por la Asociación de Críticos de Arte de Italia. Después de su primera proyección pública provocó diversos titulares sobre la posibilidad de que Lady Di esté viviendo en Uruguay. Esta pieza puede ser vista en Museos como el Solomon R. Guggenheim Museum en la ciudad de Nueva York, colecciones privadas y espacios de arte de todo el mundo.